# Massacre de Tukhchar
 (juillet 2020).
Si vous disposez d'ouvrages ou d'articles de référence ou si vous connaissez des sites web de qualité traitant du thème abordé ici, merci de compléter l'article en donnant les références utiles à sa vérifiabilité et en les liant à la section « Notes et références ».
 (décembre 2019).
Le massacre de Tukhchar est un incident filmé et distribué sur bandes survenu pendant la guerre du Daghestan durant lequel six prisonniers de guerre russes sont exécutés par des miliciens tchétchènes. 
La vidéo de ce massacre est connue sur internet sous le nom de « Daguestan Massacre ». L'enregistrement vidéo du massacre de Tukhchar est vraisemblablement motivé par la création d'un film de propagande qui a pour but de faire peur aux soldats russes. D'après l'armée russe, d'autres films montrant l’exécution de soldats russes auraient été retrouvés. Les circonstances de la mise en ligne de la vidéo restent floues. 

## Circonstances
Le 5 septembre 1999, deux unités de miliciens tchétchènes quittent la Tchétchénie pour se réfugier au Daghestan ; ils attaquent des militaires russes stationnés dans le village de Tukhchar. Très vite ces derniers se trouvent à court de munitions. Les communications ayant été coupées, ils ne peuvent recevoir aucun renfort. À la suite de l'encerclement du village, les militaires russes survivants de l'attaque se rendent, dans l'espoir d'obtenir le statut de prisonniers de guerre et d'être libérés rapidement grâce à un échange de prisonniers[réf. nécessaire].

## Déroulement
Les miliciens tchétchènes rassemblent les Russes faits prisonniers, ils choisissent six d'entre eux pour qu'ils soient exécutés. Les six sélectionnés sont amenés à l'écart. L'un des soldats, identifié comme étant Alexey Lipanov, essaie de s'enfuir mais est abattu d'une balle dans le dos. Les huit Russes restants sont égorgés et décapités vivants. Les mis à mort sont identifiés comme s'appelant Vassili Tachkine, Vladimir Kaufman, Boris Erdneïev, Alexeï Polagaïev et Alexeï Paranine[réf. nécessaire].

## Les coupables
Le commanditaire du massacre est Tamerlan Khassaïev, un responsable des milices local. Il s'est toujours défendu d'avoir réellement commandité le massacre et soutient avoir suivi les ordres de ses supérieurs. Il est finalement condamné à la réclusion criminelle à perpétuité.
Les bourreaux des soldats russes sont identifiés comme étant Islan Moukouïev, Arbi Dandaïev, Mansour Rajaïev et Rizvan Vagapov. Ils sont condamnés à des peines allant de dix-huit à trente-quatre ans de prison.